# Подбърдо
Подбърдо (на словенски: Podbrdo; на италиански: Piedicolle) е село в Словения, регион Горишка, община Толмин. Според Националната статистическа служба на Република Словения през 2015 г. селото има 642 жители.